# Mhaswad
Mhaswad là một thành phố và là nơi đặt hội đồng đô thị (municipal council) của quận Satara thuộc bang Maharashtra, Ấn Độ.

## Nhân khẩu
Theo điều tra dân số năm 2001 của Ấn Độ, Mhaswad có dân số 20.494 người. Phái nam chiếm 50% tổng số dân và phái nữ chiếm 50%. Mhaswad có tỷ lệ 61% biết đọc biết viết, cao hơn tỷ lệ trung bình toàn quốc là 59,5%: tỷ lệ cho phái nam là 70%, và tỷ lệ cho phái nữ là 52%. Tại Mhaswad, 14% dân số nhỏ hơn 6 tuổi.